# Ichneumon ligatorius
Ichneumon ligatorius là một loài tò vò trong họ Ichneumonidae.